# Corpus Hermeticum
Corpus Hermeticum je soubor spisů, které jsou připisovány Hermu Trismegistovi. Toto dílo vzniklo pravděpodobně někdy okolo přelomu letopočtu (většinou se odhaduje 1. století n. l.), nejspíše v Alexandrii. Nauka zde popisovaná byla později označena jako hermetismus.
Nauku tohoto díla lze poměrně obtížně interpretovat. Ze striktně filosofického hlediska se jedná o středoplatónskou filosofii, která je ale ve srovnání s ní mnohem méně filosofická – pojmové myšlení zde nehraje vůbec takovou roli. Ovšem to není způsobeno nějakou degradací myšlení nebo něčím podobným. V těchto spisech jde zcela explicitně o něco jiného než o co usiluje filosofe. Cílem filosofie je porozumění, zatímco hlavním cílem hermetismu je transformace jedince.
Celý text je prosycen vším možným, co se v Alexandrii tou dobou vyskytovalo: od gnosticismu přes židovství[zdroj?] až k duchovním naukám starověkého Egypta.

## Součásti souboru
Součástí Corpus Hermeticum jsou tyto traktáty:
1. Poimandrés
2. Pros Asklépion logos katholikos, Ad Asclepium sermo universalis, (Hermova) všeobecná řeč k Asklépiovi
3. Logos hieros, Sermo sacer, Posvátná řeč (Herma Trismegista)
4. Pros ton heautú hyion Tat logos ho kratér é monas, Ad filium suum Tat, sermo qui crater vel monas, Pohár, neboli Jednota (Řeč Herma Trismegista ke svému synovi Tatovi)
5. Pros ton heautů hyion Tat, hoti afanés ho theos fanerótatos estin, Ad filium suum Tat, quod immanifestus deus manifestissimus sit, Nezjevný bůh je nejzjevnější
6. Hoti en monó tó theó to agathon estin, allachoti de údamú, Quod in solo deo bonum sit, alibi autem nusquam, Dobro je v samotném bohu a jinde není
7. Hoti megiston kakon en tois anthrópois hé peri tú theú agnósia, Quod maximum malum in hominibus dei sit ignoratio, Největší zlo v lidech je neznámost boha
8. Hoti úden tón ontón apolytai, alla tas metabolas apoleias kai thanatús planómenoi legúsin hoi anthrópoi, Quod nullum entium pereat, sed mutationes decepti homines abolitiones et interitus dicant, O tom, že nic ze jsoucích věcí nepomíjí, ale zbloudilí lidé říkají šálivým proměnám smrt
9. Peri noéseós kai aisthéseós, kai hoti en monó tó theó to kallon kai to agathon estin, allachoti de údamú, De intellectu et sensu, et quod in solo deo pulchrum ac bonum, alibi vero nusquam, O poznání a vnímání - a o tom, že Krása a Dobro jsou jedině v Bohu a nikde jinde
10. Kleis, pros ton hyion autú Tat, Clavis, ad filium suum Tat, Hermův Klíč
11. Nús pros Hermén, Mens ad Hermem, Mysl k Hermovi
12. Peri nú koinú pros Tat, De mente communi ad filium Tat, O společné mysli
13. Pros ton hyion Tat en orei logos apokryfos peri palingenesias kai sigés epangelias, Ad filium Tat in monte sermo reconditus de regeneratione et silentii professione, Tajná řeč Herma Trismegista na hoře k synu Tatovi: O znovuzrození a slibu mlčení